# Eulithis fasciata
Eulithis fasciata är en fjärilsart som beskrevs av Horhammer 1952. Eulithis fasciata ingår i släktet Eulithis och familjen mätare. Inga underarter finns listade i Catalogue of Life.